# NGC 5248

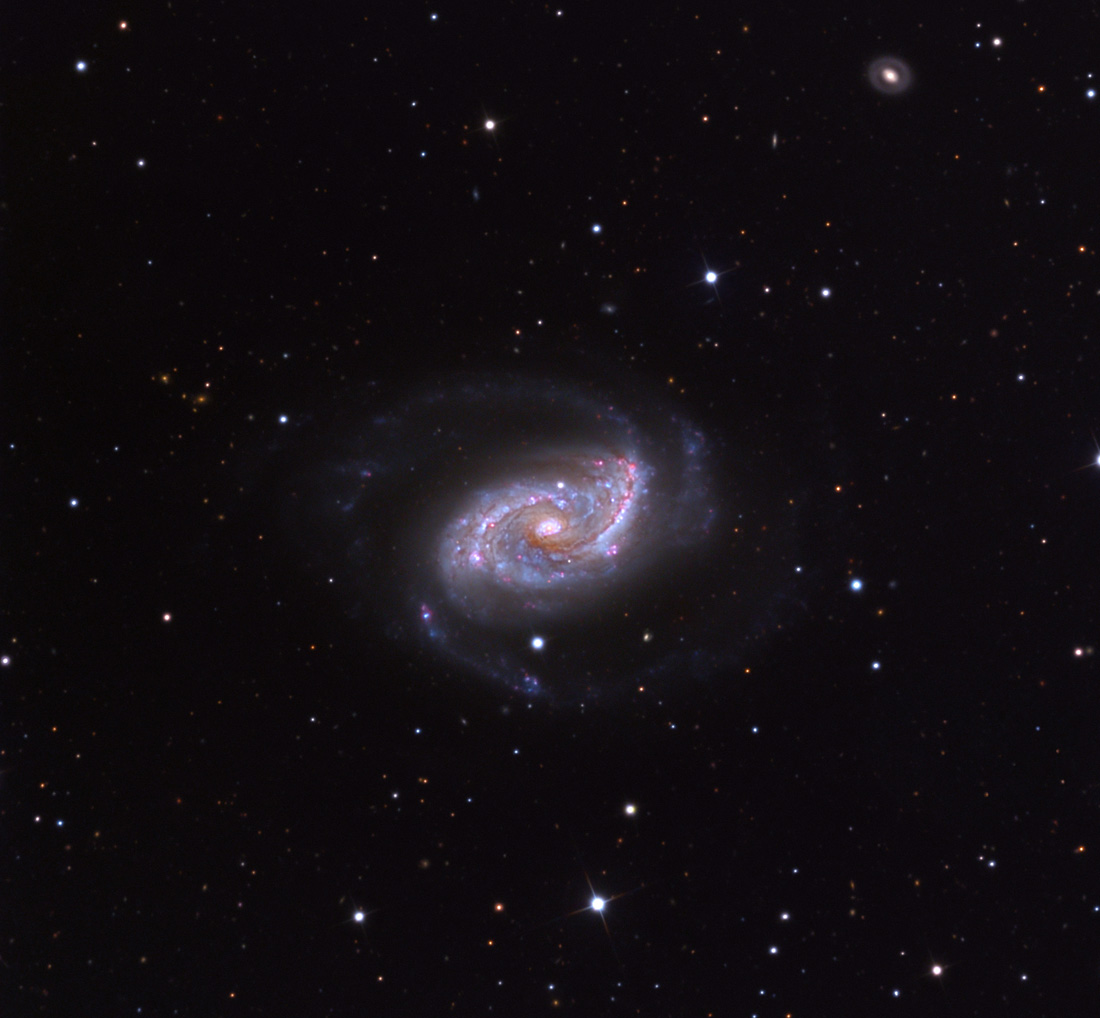
NGC 5248 chụp ảnh với kính viễn vọng 32 inch

NGC 5248 (còn được gọi là Caldwell 45) là một thiên hà xoắn ốc trung gian nhỏ gọn cách chúng ta khoảng 59 triệu năm ánh sáng trong chòm sao Mục Phu. Nó là thành viên của Nhóm thiên hà NGC 5248, bản thân nó là một trong những nhóm Virgo III được kéo dài về phía đông của Siêu đám Xử Nữ. Các phép đo khoảng cách đến NGC 5248 thay đổi từ 41,4 triệu năm ánh sáng (12,7 Mpc) đến 74,0 triệu năm ánh sáng (22,7 Mpc), trung bình khoảng 58,7 triệu năm ánh sáng (17,7 Mpc).